# Fulgens sicut stella matutina
Fulgens sicut stella matutina (en español: Brillante como la estrella de la mañana) es una bula del Papa Benedicto XII, publicada el 12 de julio de 1335, para iniciar una reforma de la Orden Cisterciense, que había sido fundada en 1119.
La bula prescribía cuatro medidas: la consolidación económica de los conventos endeudados, la asistencia obligatoria al capítulo general con el pago de las contribuciones anuales correspondientes, el endurecimiento de la disciplina dentro del monasterio y la reorganización de los estudios teológicos para los monjes.